# 동골해면목
동골해면목(同骨海綿目, Homosclerophorida)은 해면동물 목의 하나이다. 동골해면강(同骨海綿綱, Homoscleromorpha)의 유일한 목으로 2개 과로 이루어져 있다. 이전에는 보통해면강으로 분류했으나 분리되었다.

## 하위 과
- 풀해면과 (Oscarellidae)Lendenfeld, 1887[2]
- 판해면과 (Plakinidae)Schulze, 1880[3]